# Бібліотека імені Махтумкулі (Київ)
Бібліотека імені Махтумкулі Святошинського району м. Києва.

## Адреса
03194 м. Київ вул. Зодчих, 6

## Характеристика
Площа приміщення бібліотеки — 450 м², книжковий фонд — 47,8 тис. примірників. Щорічно обслуговує 4,5 тис. користувачів, кількість відвідувань за рік — 23,0 тис., книговидач — 86 тис. примірників.

## Історія бібліотеки
Заснована у 1969 році. У 1972 році бібліотеці присвоєне ім'я туркменського поета Махтумкулі. Бібліотека плідно співпрацює з Посольством Туркменістану в Україні. При бібліотеці створено музей Махтумкулі, де зібрано багато матеріалу про життя і творчість поета, про сучасний розвиток Туркменістану. Бібліотечне обслуговування: 2 абонементи, в тому числі для юнацтва, читальний зал, МБА.